# ACE-hæmmer
ACE-hæmmere er en gruppe lægemidler der anvendes til behandling af forhøjet blodtryk og hjerteinsufficiens. De virker ved at hæmme enzymet angiotensin-konverterende enzym (ACE).

## Virkemåde
ACE-hæmmere hæmmer enzymet angiotensin-konverterende enzym eller ACE, der normalt omdanner stoffet angiotensin I til angiotensin II. Angiotensin II binder til receptorer på glatmuskelceller i blodkarsvæggene. Dette fører til at blodkarrene trækker sig sammen og blodtrykket stiger.  Ved at hæmme denne omdannelse, virker ACE-hæmmere altså blodtrykssænkende.

## Anvendelsesområder
- Forhøjet blodtryk (arteriel hypertension)
- Hjerteinsufficiens (hjertesvigt) – en tilstand hvor hjertets pumpekraft er nedsat
- Forsinkelse af udvikling af diabetisk nyresygdom

## Bivirkninger
Den hyppigste bivirkning er tør irritativ hoste, der ses hos ca. 10 %. Desuden kan de fremkalde hyperkaliæmi.

## Stoffer i gruppen
Følgende stoffer i gruppen markedsføres i Danmark pr. oktober 2012:
- Enalapril (Corodil®)
- Ramipril (Triatec®)
- Captopril (Captol®)
- Trandolapril (Odrik®)
- Perindopril (Coversyl®)
- Lisinopril (Cardiostad®)
- Quinapril (Accupro®)

## Eksterne links
- Læs mere om lægemiddelgruppen ACE-hæmmere på Pro.medicin.dk Arkiveret 2. september 2012 hos  Wayback Machine